# Hieracium beckianum
Hieracium beckianum es una especie de planta con flor del género Hieracium, de la familia Asteraceae, orden Asterales.

## Distribución
Hieracium beckianum se distribuye por Austria.

## Taxonomía
Fue descrita científicamente por Gremli. Fue publicada en Neue Beitr. Fl. Schweiz 5: 60 (1890).